# Liste der Naturdenkmäler in Schlangen (Gemeinde)
Die Liste der Naturdenkmäler in Schlangen führt die Naturdenkmäler der ostwestfälischen Gemeinde Schlangen im Kreis Lippe in Nordrhein-Westfalen (Stand: 2004) auf.
| Nr.    | Bezeichnung | Lage                                            | Bild           |
| ------ | --- | ----------------------------------------------- | -------------- |
| 2.3-8  | 1 Eichenallee | Karte                                           |                |
| 2.3-9  | 1 Eiche an der Einfahrt zum ehemaligen Jagdschloss Oesterholz                                                                | Karte                                           |                |
| 2.3-10 | Fürstenallee | Karte                                           |                |
| 2.3-11 | 24 Eichen und 1 Linde entlang des Alten Postweges                                                                            | Karte                                           |                |
| 2.3-12 | 11 Linden, 1 Platane, 3 Buchen, 3 Eichen, 1 Hainbuche, 2 Ahorn, 1 Esche in der Parkanlage des ehem. Hauses Gircke (Sternhof) | Karte                                           |                |
| 2.3-27 | Hohlsteinhöhle | Karte                                           | weitere Bilder |
| 2.3-28 | Buchenallee | Buchenallee am Hohlsteinweg Karte               | weitere Bilder |
| 2.3-29 | Schwedenschanze | Karte                                           | weitere Bilder |
| 2.3-30 | Rotbuchenweg | Triftweg von Kohlstädt zur Hohlsteinhöhle Karte | weitere Bilder |
| 2.3-31 | Immigscher Steinbruch | Karte                                           | weitere Bilder |